# Euryglossina glauerti
Euryglossina glauerti är en biart som först beskrevs av Rayment 1934.  Euryglossina glauerti ingår i släktet Euryglossina och familjen korttungebin. Inga underarter finns listade i Catalogue of Life.

## Bildgalleri

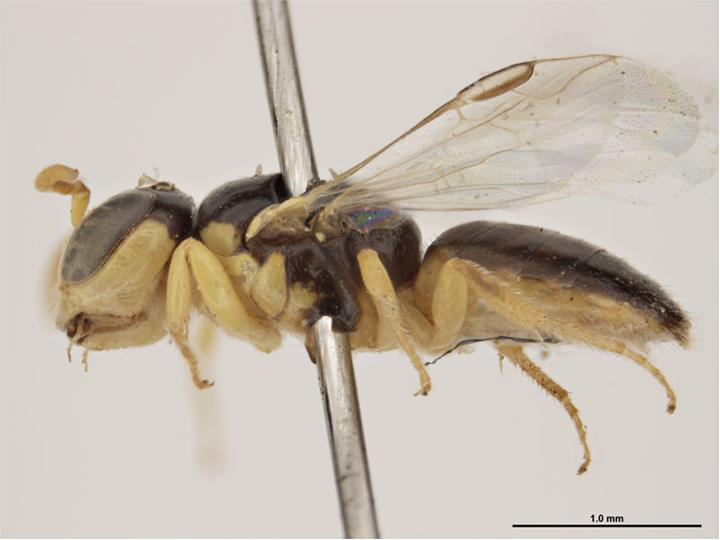
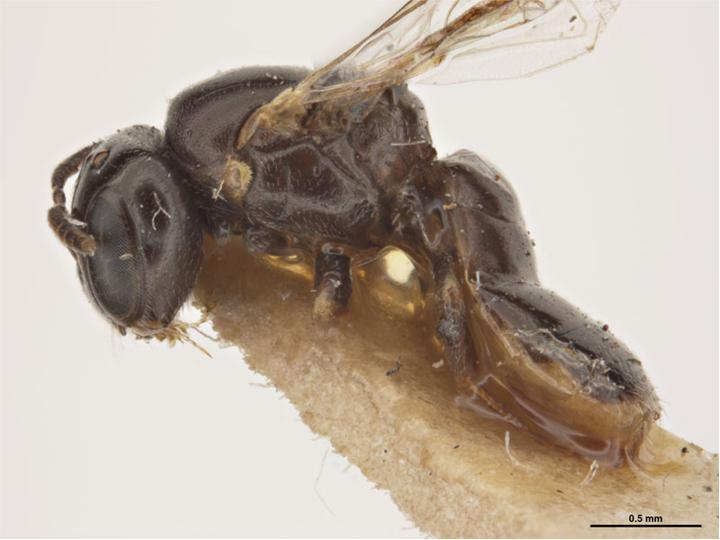